# Шахзод Убайдуллаєв
Шахзод Умід огли Убайдуллаєв (узб. Шахзод Убайдуллаев, нар. 2 березня 1998, Касансай, Узбекистан) — узбецький футболіст, нападник білоруського клубу «Шахтар» (Солігорськ).

## Клубна кар'єра
Вихованець «Машала», у складі якого 2018 року й розпочав дорослу футбольну кар'єру. Наступного року перебрався до «Андижана». З 2020 року захищав кольори «Металурга» (Бекабад).
У 2021 році переїхав до білоруського клубу «Шахтар». Дебютував за солігорський клуб 7 березня 2021 року в переможному (3:0) домашньому поєдинку кубку Білорусі проти гродненського «Німана». Шахзод вийшов на поле на 46-ій хвилині, замінивши Микуту Корзуна, а на 80-ій хвилині відзначився дебютним голом за нову команду. Дебютував у Вищій лізі Білорусі 13 березня 2021 року в переможному (1:0) домашньому поєдинку 1-го туру проти «Мінська». Убайдуллаєв вийшов на поле на 80-ій хвилині, замінивши Гегу Діасамідзе.

## Кар'єра в збірній
У футболці національної збірної Узбекистану дебютував 3 вересня 2020 року в товариському матчі проти Таджикистану

### Голи за збірну
У рахунку та результаті голи збірної Узбекистану вказано на першому місці.
| №  | Дата           | Місце                          | Суперник    | Рахунок | Результат | Змагання         |
| -- | -------------- | ------------------------------ | ----------- | ------- | --------- | ---------------- |
| 1. | 3 вересня 2020 | Локомотив, Ташкент, Узбекистан | Таджикистан | 1–0     | 2–1       | Товариський матч |

## Досягнення
- Віце-чемпіон Узбекистану (1):

«Андижан»: 2018
- Володар Суперкубка Білорусі (2):

«Шахтар»: 2021, 2023